# Romano Bottegal
Romano Bottegal (ur. 28 grudnia 1921 w San Donato di Lamon, Belluno, zm. 19 lutego 1978 w Bejrucie w Libanie) – włoski Czcigodny Sługa Boży Kościoła katolickiego.

## Życiorys
Romano Bottegal urodził się 28 grudnia 1921 roku jako najmłodsze z sześciorga dzieci swoich rodziców. W 1946 roku został wyświęcony na kapłana. Po święceniach kapłańskich wstąpił do opactwa Trzech Fontann w Rzymie. Tam złożył profesję uroczystą w 1951 roku, a następnie w kursach na Uniwersytecie Gregoriańskim uzyskał licencję w teologii w 1953 roku. Zmarł 19 lutego 1978 roku na gruźlicę w szpitalu w Bejrucie po 14 latach życia jako pustelnik. Został pochowany w katedrze w Santa Barbary. Obecnie trwa jego proces beatyfikacyjny. 9 grudnia 2013 roku papież Franciszek ogłosił go czcigodnym.